# Острів доктора Агора (фільм)
«Острів доктора Агора» (англ. The Island of Doctor Agor) — перший короткометражний фільм, американського режисера Тіма Бертона, знятий ним у дитинстві разом з друзями за мотивами роману Герберта Веллса «Острів доктора Моро» в околицях пляжів Малібу і зоопарку Лос-Анджелеса. Нині втрачено. Збереглися, уривки були показані в грудні 2007 в рамках вечорів присвячених Тіму Бертону в South Bank Theatre, Лондон.

## Сюжет
Доктор Агора намагається повторити еволюційний процес в окремо взятому організмі. Звірі, знайдені ним в джунглях, після операційного втручання починають перетворюватися на людей. Однак, коли лікар намагається поставити черговий експеримент над нещасною дівчиною, один з його вихованців виривається на волю. Природа бере своє і доктор болісно гине від знову відрослих кігтів його колишнього вихованця.

## Цікаві факти
- Бертон зняв цей фільм у віці 13 років. «Острів доктора Агора» вважається першим фільмом в його кінокар'єрі.
- Інші ролі в фільмі виконали однокласники і друзі Бертона.
- Ім'я головного героя-доктора (в тому числі і в оригінальній назві) апелює до класичного персонажа фільмів жахів, горбатий Ігор (у виконанні Бели Лугоши).
- Доктор одягнений в чорний циліндр і накидку в наслідування персонажу Лона Чейні у фільмі «Лондон після півночі».